# Philippe-kormány
Az Édouard Philippe-kormány Franciaország 40. kormánya, és a 2017 májusában megválasztott Emmanuel Macron köztársasági elnök első kormánya.
A 22 kormányzati poszt közül 11-et nők töltenek be a kormányban.

## Háttér
Macron elnök 2017. május 15-én nevezte ki Édouard Philippe-et miniszterelnöknek, aki két nappal később összeállította kormánylistáját.

## Kezdeti összetétele
| Poszt                                                                              | Név                   | Párt                                                                    | Párt |
| ---------------------------------------------------------------------------------- | --------------------- | ----------------------------------------------------------------------- | ---- |
| Miniszterelnök                                                                     | Édouard Philippe      | Republikánus Párt (LR) disszidens                                       |      |
| Államminiszterek                                                                   |                       |                                                                         |      |
| Államminiszter - Belügyminiszter                                                   | Gérard Collomb        | Szocialista Párt (PS)                                                   |      |
| Államminiszter - Környezetvédelmi, fenntartható fejlődési és energiaügyi miniszter | Nicolas Hulot         | Környezetvédő                                                           |      |
| Államminiszter - Pecsétőr, igazságügyminiszter                                     | François Bayrou       | Demokratikus Mozgalom (MoDem)                                           |      |
| Miniszterek                                                                        |                       |                                                                         |      |
| Védelmi miniszter                                                                  | Sylvie Goulard        | REM                                                                     |      |
| Európa-ügyi és külügyminiszter                                                     | Jean-Yves Le Drian    | Szocialista Párt (PS)                                                   |      |
| Területi kohéziós miniszter                                                        | Richard Ferrand       | REM                                                                     |      |
| Szolidaritási és egészségügyi miniszter                                            | Agnès Buzyn           | Sans étiquette, azaz párton kívüli (SE)                                 |      |
| Kulturális miniszter                                                               | Françoise Nyssen      | Sans étiquette, azaz párton kívüli (SE)                                 |      |
| Gazdasági miniszter                                                                | Bruno Le Maire        | Republikánus Párt (LR) disszidens (később "vegyes jobb", rövidítva DVD) |      |
| Nemzeti oktatási miniszter                                                         | Jean-Michel Blanquer  | Sans étiquette, azaz párton kívüli (SE)                                 |      |
| Munkaügyi miniszter                                                                | Muriel Pénicaud       | Sans étiquette, azaz párton kívüli (SE)                                 |      |
| Mezőgazdasági és élelmezésügyi miniszter                                           | Jacques Mézard        | Baloldali Radikális Párt (PRG)                                          |      |
| Költségvetési miniszter                                                            | Gérald Darmanin       | Republikánus Párt disszidens (később "vegyes jobb", rövidítva DVD)      |      |
| Felsőoktatási, kutatási és innovációs miniszter                                    | Frédérique Vidal      | Sans étiquette, azaz párton kívüli (SE)                                 |      |
| A külterületek minisztere                                                          | Annick Girardin       | Baloldali Radikális Párt (PRG)                                          |      |
| Sportminiszter                                                                     | Laura Flessel-Colovic | Sans étiquette, azaz párton kívüli (SE)                                 |      |

Helyettes miniszterek
| Poszt                    | Minisztérium                                                         | Név                | Párt                                    | Párt |
| ------------------------ | -------------------------------------------------------------------- | ------------------ | --------------------------------------- | ---- |
| Szállítási miniszter     | Környezetvédelmi, fenntartható fejlődési és energiaügyi minisztérium | Élisabeth Borne    | Sans étiquette, azaz párton kívüli (SE) |      |
| Európai ügyek minisztere | Külügyi és nemzetközi fejlesztési minisztérium                       | Marielle de Sarnez | Demokratikus Mozgalom (MoDem)           |      |

Államtitkárok
| Poszt                                                         | Név                 | Párt                                    | Párt |
| ------------------------------------------------------------- | ------------------- | --------------------------------------- | ---- |
| Parlamenti kapcsolatokért felelős államtitkár, kormányszóvivő | Christophe Castaner | REM                                     |      |
| Nők és férfiak közti egyenlőségért felelős államtitkár        | Marlène Schiappa    | REM                                     |      |
| Fogyatékosokért felelős államtitkár                           | Sophie Cluzel       | Sans étiquette, azaz párton kívüli (SE) |      |
| Digitális ügyekért felelős államtitkár                        | Mounir Mahjoubi     | REM                                     |      |

## Galéria

### Miniszterelnök
| Fotó | Poszt          | Név              | Párt                              |
| ---- | -------------- | ---------------- | --------------------------------- |
|      | Miniszterelnök | Édouard Philippe | Republikánus Párt (LR) disszidens |

### Államminiszterek
| Fotó            | Poszt                                                                              | Név             | Párt                  |
| --------------- | ---------------------------------------------------------------------------------- | --------------- | --------------------- |
| Gérard Collomb  | Államminiszter - Belügyminiszter                                                   | Gérard Collomb  | Szocialista Párt (PS) |
| Nicolas Hulot   | Államminiszter - Környezetvédelmi, fenntartható fejlődési és energiaügyi miniszter | Nicolas Hulot   | Vegyes környezetvédő  |
| François Bayrou | Államminiszter - Pecsétőr, igazságügyminiszter                                     | François Bayrou | MoDem                 |

### Miniszterek
| Fotó                  | Poszt                                           | Név                   | Párt                                                                    |
| --------------------- | ----------------------------------------------- | --------------------- | ----------------------------------------------------------------------- |
| Sylvie Goulard        | Védelmi miniszter                               | Sylvie Goulard        | REM                                                                     |
| Jean-Yves Le Drian    | Európa-ügyi és külügyminiszter                  | Jean-Yves Le Drian    | Szocialista Párt (PS)                                                   |
| Richard Ferrand       | Területi kohéziós miniszter                     | Richard Ferrand       | REM                                                                     |
|                       | Szolidaritási és egészségügyi miniszter         | Agnès Buzyn           | Sans étiquette, azaz párton kívüli (SE)                                 |
| Françoise Nyssen      | Kulturális miniszter                            | Françoise Nyssen      | Sans étiquette, azaz párton kívüli (SE)                                 |
| Bruno Le Maire        | Gazdasági miniszter                             | Bruno Le Maire        | Republikánus Párt (LR) diss. (később "vegyes jobb", rövidítva DVD)      |
| Jean-Michel Blanquer  | Nemzeti oktatási miniszter                      | Jean-Michel Blanquer  | Sans étiquette, azaz párton kívüli (SE)                                 |
|                       | Munkaügyi miniszter                             | Muriel Pénicaud       | Sans étiquette, azaz párton kívüli (SE)                                 |
|                       | Mezőgazdasági és élelmezésügyi miniszter        | Jacques Mézard        | PRG                                                                     |
| Gérald Darmanin       | Közszámlák minisztere                           | Gérald Darmanin       | Republikánus Párt (LR) disszidens (később "vegyes jobb", rövidítva DVD) |
|                       | Felsőoktatási, kutatási és innovációs miniszter | Frédérique Vidal      | Sans étiquette, azaz párton kívüli (SE)                                 |
| Annick Girardin       | A külterületek minisztere                       | Annick Girardin       | PRG                                                                     |
| Laura Flessel-Colovic | Sportminiszter                                  | Laura Flessel-Colovic | Sans étiquette, azaz párton kívüli (SE)                                 |

### Helyettes miniszterek
| Fotó               | Poszt                    | Minisztérium                                                         | Név                | Párt                                    |
| ------------------ | ------------------------ | -------------------------------------------------------------------- | ------------------ | --------------------------------------- |
| Élisabeth Borne    | Szállítási miniszter     | Környezetvédelmi, fenntartható fejlődési és energiaügyi minisztérium | Élisabeth Borne    | Sans étiquette, azaz párton kívüli (SE) |
| Marielle de Sarnez | Európai ügyek minisztere | Külügyi és nemzetközi fejlesztési minisztérium                       | Marielle de Sarnez | MoDem                                   |

### Államtitkárok
| Fotó                | Poszt                                                         | Minisztérium   | Név                 | Párt                                    |
| ------------------- | ------------------------------------------------------------- | -------------- | ------------------- | --------------------------------------- |
| Christophe Castaner | Parlamenti kapcsolatokért felelős államtitkár, kormányszóvivő | Miniszterelnök | Christophe Castaner | REM                                     |
| Marlène Schiappa    | Nők és férfiak közti egyenlőségért felelős államtitkár        | Miniszterelnök | Marlène Schiappa    | REM                                     |
|                     | Fogyatékosokért felelős államtitkár                           | Miniszterelnök | Sophie Cluzel       | Sans étiquette, azaz párton kívüli (SE) |
|                     | Digitális ügyekért felelős államtitkár                        | Miniszterelnök | Mounir Mahjoubi     | REM                                     |

## Külső hivatkozások
- A hivatalos bejelentés